# (7599) Munari
(7599) Munari – planetoida z pasa głównego asteroid okrążająca Słońce w ciągu 5 lat i 140 dni w średniej odległości 3,07 j.a. Została odkryta 3 sierpnia 1994 roku w Pistoia Mountains Astronomical Observatory w San Marcello przez Andre Boattiniego i Maurę Tombelli. Nazwa planetoidy pochodzi od Ulisse Munariego, włoskiego astronoma, współodkrywcy 58 planetoid. Przed nadaniem nazwy planetoida nosiła oznaczenie tymczasowe (7599) 1994 PB.